# آیریس ماریکه استین

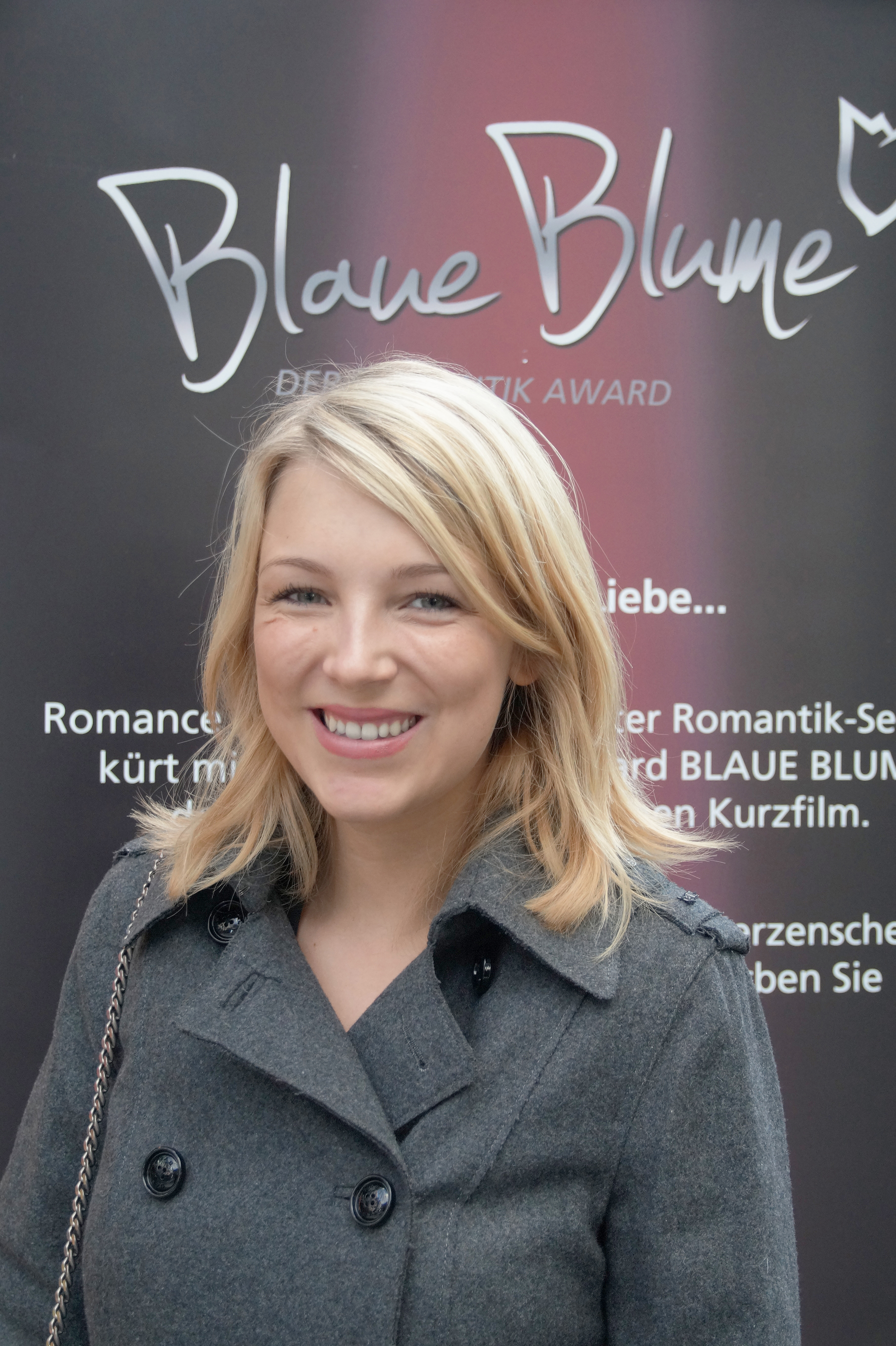
Iris Mareike Steen (2016)

آیریس ماریکه استین (۶ نوامبر ۱۹۹۱ در هامبورگ) یک هنرپیشه آلمانی است.

## زندگی و شغل
آیریس ماریکه استین از سال ۲۰۰۲ در چندین سریال تلویزیونی حضور داشته و در تئاتر شهر خود بازی کرده‌است. او درام، گیتار و پیانو می‌نوازد و در سال ۲۰۰۵ یک سی دی با عنوان Zick Zack Schabernack با نام مستعار "Glüxxkind" ضبط کرد.
از سال ۲۰۰۶ تا ۲۰۱۱، استین نقش اصلی مرل آندرسن را در سریال پیش از شبانه ZDF Da geht Kalle بازی کرد. از دسامبر ۲۰۱۰ او نقش لیلی سیفلد را در سریال سطحی RTL Gute Zeiten, Schlechte Zeiten بازی می‌کند.
پلی‌بوی و استین در سال‌های ۲۰۱۵ و ۲۰۲۲ برای مجله همکاری داشتند.
در سال ۲۰۱۸، استین در ۱۱ قسمت از سریال لتز دنس RTL شرکت کرد.
آیریس از اکتبر ۲۰۱۷ با یک افسر پلیس ازدواج کرده‌است.

## فیلم‌شناسی (انتخابی)
- 2002: The Duo - در زندگی اشتباه
- 2004: Großstadtrevier (مجموعه تلویزیونی، یک قسمت)
- 2006-2011: There come Kalle (سریال تلویزیونی، ۷۰ قسمت)
- ۲۰۰۷: بروشورهای نجات (سریال تلویزیونی، قسمت: در میانه زندگی)
- از سال ۲۰۱۰: زمان خوب، زمان بد (سریال تلویزیونی، از قسمت ۴۶۲۹)
- 2018: Let's Dance (نمایش رقص RTL، ۱۱. سلسله)
- 2019: Betty's Diagnosis (سریال تلویزیونی، یک قسمت)

## لینک‌های وب
- وب سایت رسمی Iris Mareike Steen